# Adam Rzyszczewski
Adam Rzyszczewski herbu Pobóg (ur. 1748 r., zm. 1808 r.) – kasztelan lubaczowski w latach 1786-1792, łowczy wołyński w latach 1774-1786, starosta rudneński.
Syn Wojciecha i Marianny Suskiej. Ożenił się z Honoratą Myszką-Chołoniewską, z którą miał syna Gabriela Stanisława i córkę Salomee.
Poseł na sejm 1782 roku z województwa wołyńskiego.
Wybrany z Senatu sędzią Sejmu Czteroletniego w 1788 roku.